# Забріддя (Польща)
Забріддя (пол. Zabrodzie) — колишнє лемківське село на прадавніх етнічних українських територіях, тепер — частина села Солина у ґміні Солині, Ліського повіту в Підкарпатському воєводстві.

## Історія
Село вперше в документах зустрічається у 1606 році. Входило до Перемишльської землі Руського воєводства.
У 1772—1918 роках село перебувало у складі Австро-Угорської монархії, у провінції Королівство Галичини та Володимирії. У 1895 році село належало до Ліського повіту, у селі нараховувалося 26 будинків і 166 мешканців, з них 114 греко-католиків, 43 римо-католиків, 9 юдеїв.
У 1919—1939 роках село належало до Ліського повіту Львівського воєводства, у 1934—1939 роках входило до ґміни Лобізва. У 1921 році в селі нараховувалося 40 будинків і 219 жителів, з них 157 греко-католиків, 50 римо-католиків, 11 юдеїв. На 1 січня 1939 року у селі мешкало 300 осіб (230 українців-греко-католиків, 60 українців-римокатоликів та 10 євреїв).
У 1945—1947 роках все українське населення було насильно переселене до СРСР і новоздобутих північних районів Польщі, знелюдніле село приєднано до Солини.

### Церква св. Петра і Павла
Церква філіальна, парафії с. Полянчик Балигородського деканату. Мурована, збудована у 1912—1923 роках. Використовувалася для богослужінь спільно з латинниками. З 1947 року використовується, як костел. 